# 廖湛
廖 湛（りょう たん、？ - 26年）は、中国の新代の武将。反新の地方軍である平林軍の部将で、後に更始帝（劉玄）政権の重鎮となる。荊州南陽郡平林県の人。

## 事跡

### 更始政権の重鎮
| 姓名           | 廖湛                                                 |
| 時代           | 新代                                                 |
| 生没年         | 生年不詳 - 26年（建武2年）                           |
| 字・別号       | 〔不詳〕                                             |
| 本貫・出身地等 | 荊州南陽郡平林県                                     |
| 職官           | 〔平林軍部将〕 →執金吾大将軍〔更始〕 →部将〔劉盆子〕 |
| 爵位・号等     | 穣王〔更始〕                                         |
| 陣営・所属等   | 陳牧→更始帝→劉盆子                                   |
| 家族・一族     | 〔不詳〕                                             |

地皇3年（22年）に、廖湛は同郷の陳牧と共に千人余りの兵を集めて「平林軍」と号し、王匡らの新市軍に呼応した。この時、劉玄も平林軍に安集掾として加わっている。
さらに劉縯率いる舂陵軍とも連合して宛（南陽郡）を目指して進軍したが、連合軍は小長安聚（南陽郡育陽県）の戦いで新の前隊大夫（新制の南陽郡太守）甄阜・属正（新制の都尉）梁丘賜に敗北した。地皇4年（23年）1月、王常率いる下江軍とも合流し、沘水の戦いで甄阜・梁丘賜を討ち取った。
その後、連合軍においては、劉縯と平林軍出身の劉玄とのいずれを天子として擁立するかが諸将の間で議論となった。この際に、南陽の士大夫（舂陵の諸将など）と王常は劉縯・廖湛らその他の諸将は劉玄を推している。結局劉縯は、分裂を避けるために劉玄にその地位を譲った。こうして更始元年（23年）2月、劉玄は更始帝として即位し、廖湛は執金吾大将軍に任命された。更始2年（24年）2月に、劉玄が長安へ遷都すると、廖湛は穣王に封じられている。

### 更始帝への叛旗
更始3年（25年）、王匡・張卬らが劉秀の武将の鄧禹に河東郡で大敗し、さらに赤眉軍も長安を目指して西進してくる。劣悪な情勢を打開するため、衛尉の張卬は諸将に対して「南陽に引き返すべきだ。敗北しても、再び沼沢地で盗賊に戻ればいい」と主張し、廖湛を始めとして多くの将の同意を得た。こうして廖湛は、王匡・張卬・胡殷・申屠建と共に、いったん南陽へ逃れることを更始帝に進言したが、更始帝は拒否した。
これに不満を抱いた廖湛は、張卬・胡殷・申屠建・隗囂と共に、更始帝へのクーデターを図ったが、更始帝はこれを事前に察知し、5人を呼び寄せて誅殺しようとする。しかし廖湛ら4人は、状況の変化を悟って何とか逃走した（申屠建のみ、更始帝により誅殺）。廖湛は、胡殷と共に、張卬の兵変に参加して更始帝を攻撃し、更始帝は姻戚の将の趙萌（右大司馬）が駐屯している新豊（京兆尹）へ逃げた。
廖湛らは、新豊から逃げてきた王匡と共に長安を支配したが、まもなく更始帝・趙萌・李松（丞相）の反撃に遭い、敗走する。追い詰められた廖湛らは赤眉軍に降伏して、これを長安まで導き、同年9月、更始政権は滅亡した。

### 赤眉政権での厚遇と最期
廖湛は、赤眉政権でも、降将でありながら部将として厚遇されている。後に、公称18万もの大軍を率いることになり、建世2年（26年）、三輔に進入してきた旧更始政権の漢中王劉嘉の軍に攻撃を開始する。しかし谷口（左馮翊。長安の西北部）の戦いで敗北し、廖湛は劉嘉自身の手によって斬首された。